# Oligia transfrons
Oligia transfrons är en fjärilsart som beskrevs av Berthold Neumoegen 1883. Oligia transfrons ingår i släktet Oligia och familjen nattflyn. Inga underarter finns listade i Catalogue of Life.